# Aleksandra Jabłonka
Aleksandra Jabłonka, znana również jako Alexandra (ur. 3 kwietnia 1988 w Kętrzynie) – polska piosenkarka.

## Kariera
Od wczesnego dzieciństwa brała udział w konkursach muzycznych, m.in. w wieku czterech lat zwyciężyła na Festiwalu Piosenki Dziecięcej. W 2001 zajęła trzecie miejsce na Festiwalu Muzyki Krzysztofa Klenczona w Poznaniu, a w 2002 zdobyła pierwszą nagrodę na tym festiwalu, dzięki interpretacji utworu „Latawce z moich stron”.
W 2009 wzięła udział w konkursie „Debiuty” na 46. KFPP w Opolu, gdzie wykonała utwór „Zakochani są wśród nas” z repertuaru Heleny Majdaniec. W 2010 rozpoczęła współpracę z TVP1 jako jedna z wokalistek programu rozrywkowego Jaka to melodia?. W tym samym roku nagrała utwory „Kiss” i „Girls” na album duetu DJ-skiego Kalwi & Remi pt. Kiss Me Girl. Jeden z nich, „Kiss” wykonała w konkursie na „Polski hit lata” podczas Bydgoszcz Hit Festiwal 2010. Następnie wzięła bez powodzenia udział w przesłuchaniu na nową wokalistkę zespołu Łzy; jej cover utworu „Gdybyś był” został umieszczony na albumie Łez pt. Bez słów.... Po przesłuchaniu otrzymała propozycję współpracy od Adama Konkola. 7 lutego 2012 nakładem EMI Music Poland wydała album pt. Popłyniemy daleko, który został wyróżniony złotą płytą. Tytułowy singel oraz „Mówisz mi, że przepraszasz” stały się przebojami, a Alexandra była nominowana do nagrody Eska Music Awards za najlepszy debiut. W sierpniu wystąpiła również na Festiwalu Piosenki Rosyjskiej w Zielonej Górze.
Pod koniec 2012 zakończyła współpracę z Konkolem i jego firmą Konkol Music. 15 kwietnia 2013 podpisała kontrakt płytowy z wytwórnią Universal Music Polska. W czerwcu 2013 wydała singiel „SMS”. 1 czerwca 2014 rozpoczęła trasę koncertową #Zasady Tour. 27 czerwca 2014 opublikowała premierowy utwór „Tyle chwil”. Latem 2014 wydała singel „Zasady”, który nominowany był do tytułu „Jedynkowego Przeboju Wakacji” Programu Pierwszego Polskiego Radia. W 2020 wzięła bez powodzenia udział w programie The Voice of Poland.

## Dyskografia

### Albumy studyjne
| Rok  | Tytuł                                                                                                  | Najwyższa pozycja na liście | Certyfikat         | Sprzedaż       |
| Rok  | Tytuł                                                                                                  | POL                         | Certyfikat         | Sprzedaż       |
| ---- | --- | --------------------------- | ------------------ | -------------- |
| 2012 | Popłyniemy daleko - Wydany: 7 lutego 2012 - Wytwórnia: EMI Music Poland - Format: CD, digital download | 15                          | - POL: złota płyta | - POL: 15 000+ |

### Single
| Rok                            | Tytuł                        | Najwyższe pozycje na listach | Najwyższe pozycje na listach | Najwyższe pozycje na listach | Najwyższe pozycje na listach | Najwyższe pozycje na listach | Album             |
| Rok                            | Tytuł                        | POL (airplay nowości)        | POL (airplay TV)             | RMF                          | Maxxx                        | WiR                          | Album             |
| ------------------------------ | ---------------------------- | ---------------------------- | ---------------------------- | ---------------------------- | ---------------------------- | ---------------------------- | ----------------- |
| 2011                           | „Popłyniemy daleko”          | 2                            | –                            | 3                            | 3                            | 2                            | Popłyniemy daleko |
| 2012                           | „Mówisz mi, że przepraszasz” | 2                            | 2                            | 2                            | 2                            | 1                            | Popłyniemy daleko |
| 2012                           | „Nie będę Twoja”             | –                            | –                            | –                            | –                            | 4                            | Popłyniemy daleko |
| 2013                           | „SMS”                        | –                            | –                            | –                            | –                            | 1                            | –                 |
| 2014                           | „Zasady”                     | –                            | –                            | –                            | –                            | –                            | –                 |
| „–” pozycja nie była notowana. |                              |                              |                              |                              |                              |                              |                   |

#### Z gościnnym udziałem
| Rok                            | Tytuł                                                                          | Najwyższe pozycje na listach | Najwyższe pozycje na listach | Najwyższe pozycje na listach | Album        |
| Rok                            | Tytuł                                                                          | POL Dance                    | Eska                         | Maxxx                        | Album        |
| ------------------------------ | ------------------------------------------------------------------------------ | ---------------------------- | ---------------------------- | ---------------------------- | ------------ |
| 2010                           | „Kiss” (Kalwi & Remi, gościnnie: Aleksandra Jabłonka)                          | 49                           | 15                           | 4                            | Kiss Me Girl |
| 2011                           | „Girls” (Kalwi & Remi, gościnnie: Mr. X i Aleksandra Jabłonka)                 | 32                           | 7                            | –                            | Kiss Me Girl |
| 2012                           | „Zobacz, wybierz, słuchaj” (Najlepszy Przekaz w Mieście, gościnnie: Alexandra) | –                            | –                            | –                            | Słowa prawdy |
| 2016                           | „Na barykadach” (Woro, gościnnie: Aleksandra Jabłonka)                         | –                            | –                            | –                            | –            |
| „–” pozycja nie była notowana. |                                                                                |                              |                              |                              |              |

### Pozostałe utwory
| Rok  | Tytuł | Album                          |
| ---- | --- | ------------------------------ |
| 2011 | „You and I (On Ibiza)” (wersja albumowa) (Kalwi & Remi, gościnnie: Aleksandra Jabłonka) | Kiss Me Girl                   |
| 2011 | „Gdybyś był” | Bez słów... (edycja specjalna) |
| 2013 | „Nie jesteśmy najważniejsi” (oraz Małgorzata Ostrowska, Majka Jeżowska, Marek Kościkiewicz, Janusz Radek, Sławek Uniatowski, Klaudia Kulawik, Hania Stach, Agata Nizińska, Aicha & Asteya) | –                              |

## Nagrody i nominacje
| Rok  | Konkurs                      | Kategoria                                      | Rezultat  |
| ---- | ---------------------------- | ---------------------------------------------- | --------- |
| 2009 | 46. KFPP w Opolu             | Debiuty                                        | Nominacja |
| 2010 | Bydgoszcz Hit Festiwal 2010  | Polski hit lata („Kiss” z Kalwi & Remi)        | Nominacja |
| 2012 | Eska Music Awards 2012       | Najlepszy debiut                               | Nominacja |
| 2012 | Festiwal Piosenki Rosyjskiej | Rywalizacja o Złoty Samowar („Wybirat’ czudo”) | Nominacja |
| 2014 | PR1                          | Jedynkowy Przebój Wakacji („Zasady”)           | Nominacja |